# Lac-de-la-Maison-de-Pierre
Lac-de-la-Maison-de-Pierre est un territoire non organisé situé dans la municipalité régionale de comté d'Antoine-Labelle, dans la région administrative des Laurentides, au Québec.

## Toponymie
Lac-de-la-Maison-de-Pierre reprend le nom du lac de la Maison de Pierre.  L'origine du nom du lac demeure inconnu.  Le lac apparait sur la carte du département de l'intérieur sous le nom de « Stonehouse Lake » en 1928, et fut traduit par le ministère de la colonisation en 1935.  Cependant, une rivière voisine fut répertoriée comme ruisseau de la Maison de Pierre dès 1925.  Une explication plausible voudrait que lors de l'époque de la drave, une maison de pierre ait été construite en bordure du lac.

## Géographie
Lac-de-la-Maison-de-Pierre est situé à une trentaine de km au nord de L'Ascension dans les Laurentides.  Le territoire, qui est entièrement composé de terre publique est divisé entre la réserve faunique Rouge-Matawin et la zec de la Maison-de-Pierre. Le territoire de 478,27 km2 est entouré par les territoires non-organisés de Lac-Oscar, Lac-De La Bidière, Lac-Douaire, Lac-Matawin, Baie-des-Chaloupes, Lac-Santé et Lac-Legendre.
Le territoire est traversé en sont centre par la rivière Rouge sur un axe nord-sud.  Parmi les nombreux lacs situé dans ce territoire, notons le lac Rouge et le lac de la Maison de Pierre.

## Histoire
Lac-de-la-Maison-de-Pierre était anciennement connu comme étant le territoire non-organisé de Joliette, partie Centre, dans le comté homonyme.  Il fut renommé Joliette, partie Lac-Forbes le 1er janvier 1981. Le territoire de celui-ci passa dans la MRC d'Antoine-Labelle le 1er janvier 1983.  Joliette, partie Lac-Forbes fut divisé en deux le 1er janvier 1986, ce qui créa Lac-de-la-Maison-de-Pierre et Lac-Legendre.